# Volo Lufthansa 502
Il volo Lufthansa 502 era un volo di linea da Amburgo a Buenos Aires, Argentina, l'11 gennaio 1959. Il volo era operato da un Lockheed L-1049G Super Constellation (codice di registrazione D-ALAK). Sulla tratta tra il Senegal e il Brasile, il Super Constellation si stava avvicinando all'aeroporto internazionale di Rio de Janeiro-Galeão quando si schiantò vicino a Flecheiras Beach, poco prima della pista. Tutti i 29 passeggeri e sette dei dieci membri dell'equipaggio persero la vita. È stato il primo incidente mortale che coinvolse Lufthansa dalla sua fondazione nel 1955.

## Il velivolo
L'aereo, un Lockheed L-1049G Super Constellation alimentato da quattro motori a pistoni radiali Wright R-3350, era stato costruito nel 1955 e consegnato a Lufthansa il 17 maggio 1955. Il velivolo era stato venduto alla Seaboard World Airlines nel maggio 1958 per poi essere di nuovo restituito alla Lufthansa nel novembre dello stesso anno.

## L'incidente
L'aereo stava per affrontare l'avvicinamento alla pista 14 dell'aeroporto internazionale di Rio de Janeiro-Galeão e dopo aver contattato il controllo del traffico aereo, ricevette l'autorizzazione di scendere a quota 3.000 piedi (900 metri) sulla baia di Guanabara. Durante la discesa il tempo era piovoso. Il Constellation scese eccessivamente e colpì l'acqua con la ruota anteriore dell'aereo; i piloti tentarono di proseguire l'atterraggio, ma non furono in grado di mantenere il controllo e l'aereo si schiantò vicino a Flecheiras Beach. Tutti i passeggeri dell'aereo (tra cui la poetessa e scrittrice Susana Soca e l'arciduchessa Maria Ileana d'Austria-Toscana, nipote del re Ferdinando di Romania) e sette membri dell'equipaggio morirono; il copilota, uno steward e una hostess riuscirono a sopravvivere all'impatto.

## Probabile causa
L'indagine sull'incidente non fu in grado di determinare con esattezza la causa dell'incidente, ma gli investigatori ritennero che l'ipotesi più probabile fosse un errore del pilota, con conseguente abbassamento del Constellation al di sotto dell'altitudine minima richiesta per l'avvicinamento. L'equipaggio aveva superato i limiti di tempo di volo fissati dalla normativa aeronautica brasiliana, ma non dalla normativa tedesca; l'affaticamento dell'equipaggio venne determinato come un fattore decisivo.